# József Csire

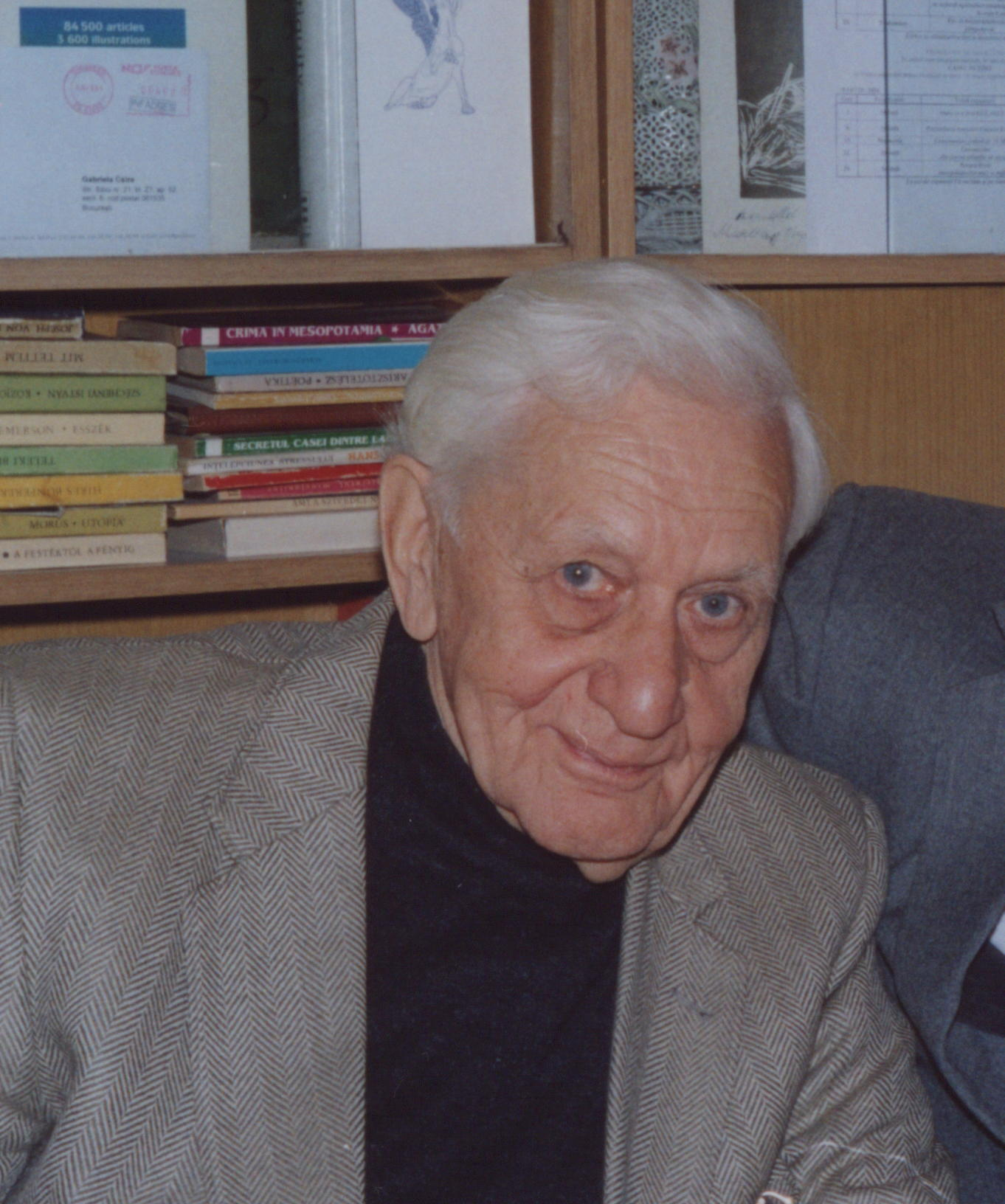
József Csire (2006)

József Csire (Iosif Csire; * 14. April 1926 in Oradea; † 19. Mai 2011 in Bukarest) war ein rumänischer Geiger, Dirigent und Komponist.

## Leben
Csire studierte an der Universität Cluj Sozialwissenschaften und bis 1957 am Konservatorium Ciprian Porumbescu in Bukarest Musikpädagogik und Dirigieren. Ein Kompositionsstudium schloss er 1964 ab. Anfang der 1950er Jahre war er Abteilungsleiter für klassische Musik beim rumänischen Kulturministerium. Als junger Musiker spielte er Geige in Oszkár Bodas Streichquartett. Er war dann fünf Jahre lang Erster und Sologeiger der Philharmonie von Oradea und danach Geiger und später Dirigent der Sinfonieorchester von Cluj und Bukarest. Ab 1961 unterrichtete er als Lehrer, Dozent und außerordentlicher Professor am Bukarester Konservatorium. Nach der Rumänischen Revolution war er sechs Jahre lang Dekan des Konservatoriums.
Das kompositorische Werk Csires umfasst Genres vom Instrumentalsolo bis zu Kantaten, Chorwerken, großen Vokalsinfonien und Opern. Zu seinen kammermusikalisch besetzten Kompositionen zählen u. a. ein Streichquartett, drei Stücke für Bratsche solo, Lieder mit Klavierbegleitung und zwei Lieder mit Bratschenbegleitung nach Texten von Jenő Dsida und Magda Isanos. In Zusammenarbeit mit seiner Frau Gabriella Csire entstanden Märchenopern für Kinder, die an vielen Schulen aufgeführt wurden. Außerdem ist Csire Autor u. a. von Lehrbüchern für Geiger und Kompositionsstudenten und eines Handbuchs für Operndramaturgie.